# Lacida costalis
Lacida costalis är en fjärilsart som beskrevs av Walker 1855. Lacida costalis ingår i släktet Lacida och familjen tofsspinnare. Inga underarter finns listade i Catalogue of Life.